# Public Image
«Public Image» es una canción de la banda inglesa de post-punk Public Image Ltd. Llegó al puesto número nueve en la lista UK Singles Chart. El tema fue escrita cuando Lydon aún formaba parte de los Sex Pistols. La letra expresa la sensación de John Lydon de haber sido explotado por el mánager de Sex Pistols Malcolm McLaren y por la prensa.

## Sencillo
La portada original del sencillo era un periódico falso con declaraciones escandalosas tales como "Refused To Play Russian Roullete" ("se negó a jugar a la Ruleta Rusa"), "No Ones Innocent, Except Us" ("No hay inocentes, excepto nosotros"), "Donut's Laugh saves life" ("Donut salva vidas", Donut era un apodo del batería Jim Walker) y "The Girl Who Drove Me To Tea" ("La chica que me llevó al té") entre otros. El Lado B es «The Cowboy Song», canción que no se incluye en First Issue.
Listado de temas
1. «Public Image» - 2:58
2. «The Cowboy Song» - 2:17

## Actuaciones en vivo
Mientras que Public Image fue tocada en directo durante la mayor parte de la carrera del grupo, The Cowboy Song sólo fue interpretada dos veces en concierto, durante su actuación debut en Bruselas, Bélgica.

## Personal
- John Lydon - Voz
- Keith Levene - Guitarra
- Jah Wobble - Bajo
- Jim Walker - Batería